# Chetogena tuomuerensis
Chetogena tuomuerensis là một loài ruồi trong họ Tachinidae.